# Средок
Средок е село в Южна България. То се намира в община Смолян, област Смолян.

## География
Село Средок е разположено в Родопите. То е част от община Смолян. Намира се в голяма близост до границата с Гърция.

## Културни и природни забележителности
- Извор на река Арда.

## Други

### Кухня
Типична родопска